# Iota Persei
Désignations
Iota Persei (ι Per / ι Persei) est une étoile située à 34,5 années-lumière de la Terre dans la constellation de Persée. Il s'agit de l'une des étoiles les plus proches du système solaire.
C'est une naine jaune de type spectral G0 V. Sa taille est d'environ 108 % celle du Soleil et sa luminosité 220 %. Elle a un mouvement propre relativement élevé dans le ciel, avec une vitesse radiale de 49 km/s par rapport au Soleil.
Aucun compagnon stellaire ne lui a été trouvé jusqu'à présent. Dans sa ligne de visée, on trouve une étoile de magnitude +12, avec laquelle aucune association gravitationnelle avec Iota Persei n'a été prouvée. En date de 2014, ce compagnon visuel était localisé à une distance angulaire de 154,4 secondes d'arc et à un angle de position de 125°.
En astronomie chinoise, cette étoile fait partie de l'astérisme Daling, qui représente un mausolée.